# Aïr
|  | Per a altres significats, vegeu «Ayr (desambiguació)». |

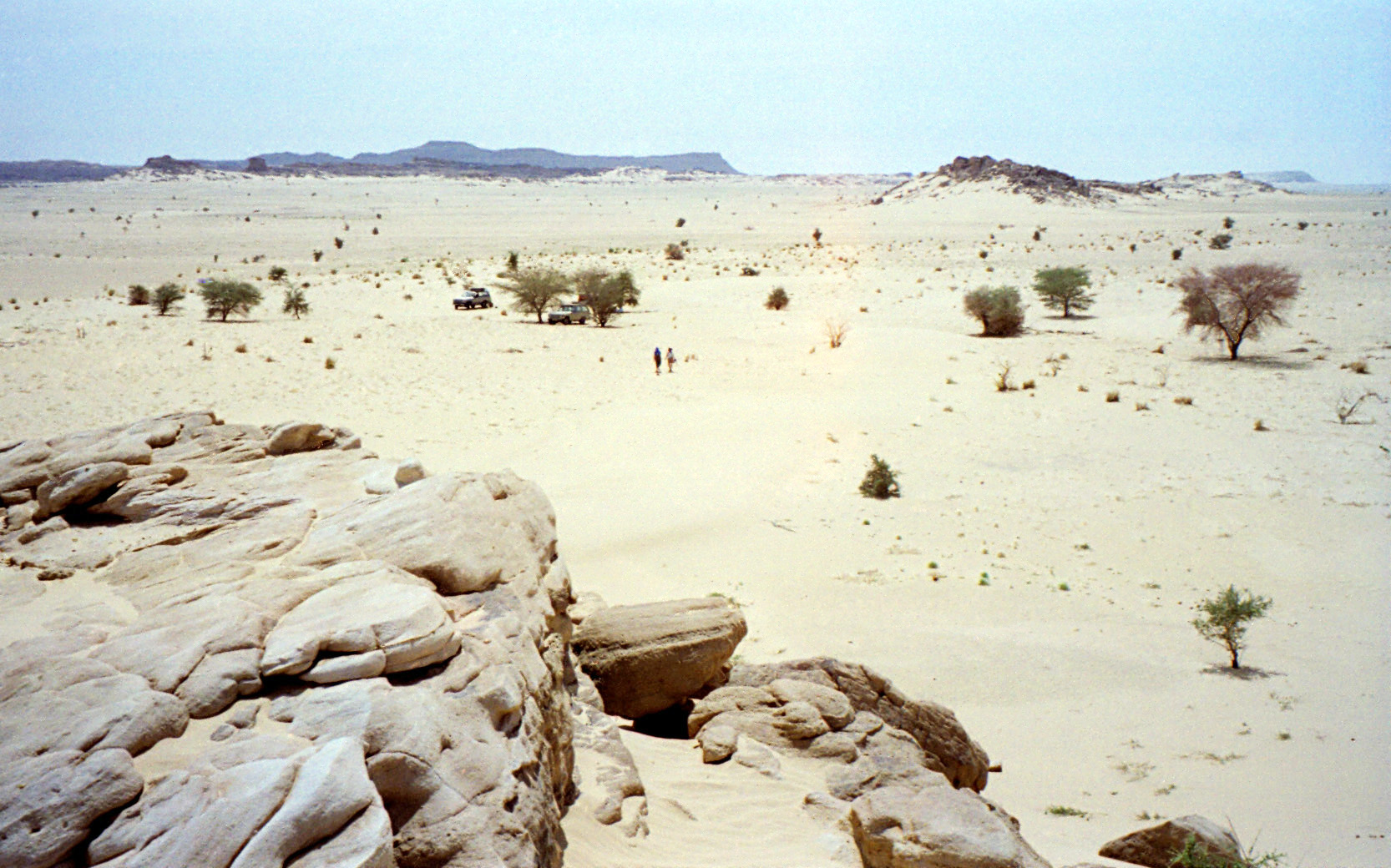
Desert prop d'Agadès, amb les muntanyes de l'Aïr al fons

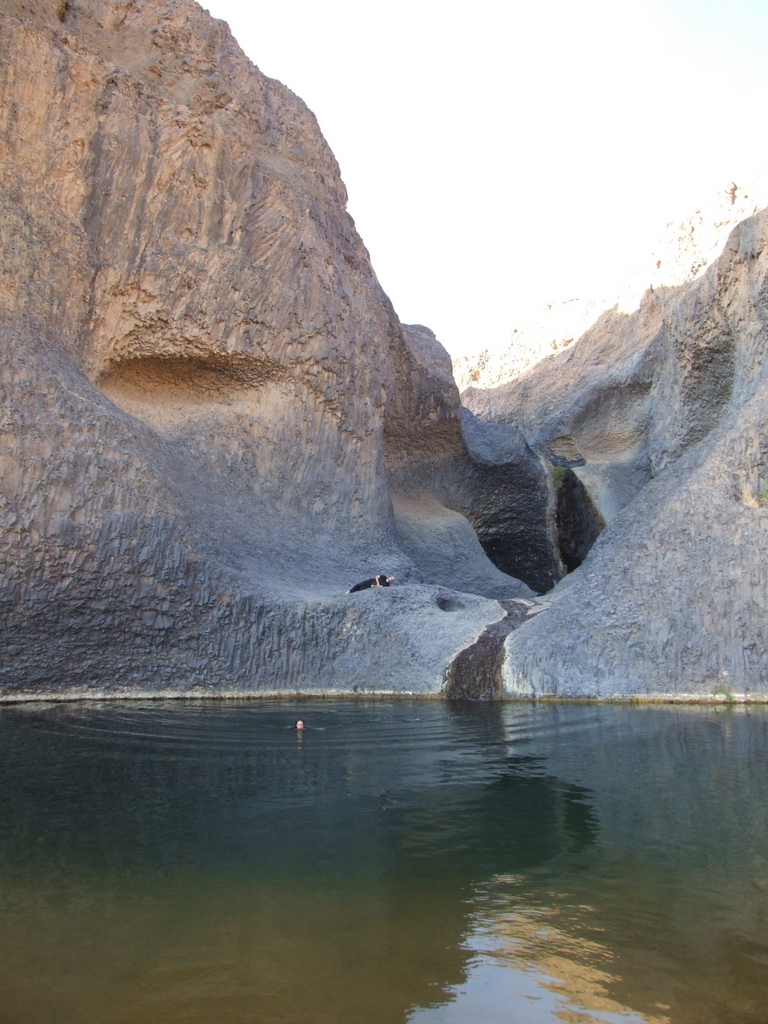
Guelta, prop de Timia, a l'Aïr central

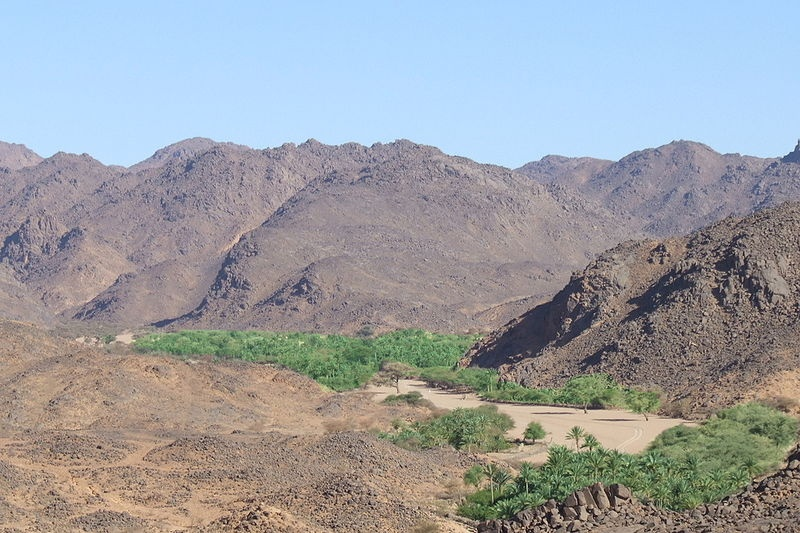
La vall a l'entorn de Timia

Aïr (també Ayr, tuareg: Ayăr, hausa occidental: Azbin o Abzin) és un massís triangular del nord del Níger, al desert del Sàhara. La seva altura mitjana és de 830 metres i la superfície de 84.000 km². Es troba al mig del desert, al nord del paral·lel 17; forma una illa de clima sahelià, amb una gran varietat de vida.
Es divideix en tres zones principals: l'Aïr septentrional, formada per planes i altiplans; l'Aïr central, on es troben les màximes altures, alguna de les quals arriba fins a més de 1.500 metres; i l'Aïr meridional, d'altiplans rocosos. La pluja n'és d'entre 50 i 160 mm a l'any. Hi ha àrees completament desertes i amb roques volcàniques, mentre d'altres (sobretot a l'entorn de Timia) formen un oasi amb plantes i granges; l'altiplà de Barzane, al centre, rep prou aigua per a l'agricultura. La principal ciutat n'és Agadès (Agadez), ciutat dels tuaregs; generalment, la població sedentària són hauses o altres pobles, i deriven dels vassalls o servidors de la classe nobiliària dels pastors tuaregs (anomenats Kel Aïr, un dels set principals grups de tuaregs i del qual formen part els Kel Gerès i els Kel Oui o Ewey, encara que aquestos darrers es consideren barrejats amb els hauses). Al cens acabat el 1938, els tuaregs de l'Aïr eren uns 28.000 habitants i el districte d'Agadès, en total, tenia 40.000 censats.

## Història
A les roques de l'Aïr, es troben pintures i gravats datats entre el 6000 i el 1000 aC. En el Neolític, la regió era de pastures, com acrediten aquestes pintures amb mamífers i ramats; el procés de desertificació va començar al tercer mil·lenni, temps en què s'hi van establir els tuaregs emigrats del nord; les pintures dels darrers temps indiquen guerres amb imatges de carros i cavalls. La pintura més famosa n'és una girafa de cinc metres descoberta a Dabous el 1999.
Els tuaregs foren expulsats dels territoris més al nord pels àrabs, però van controlar l'Aïr completament, almenys des del segle xii. Al segle xv, s'hi va fundar Agadès, que fou part de l'Imperi Songhai; els tuaregs van esdevenir musulmans en aquest temps. El 1515, va sorgir-hi el soldanat de Kel Oui (quan aquest grup va suplantar els Kel Gerès), que després fou conegut com a soldanat d'Aïr, governat pels tuaregs.
El soldà Muhammad al-Baqiri "Sufu" va demanar l'ajut francès per fer front a l'anarquia que s'havia iniciat al territori uns anys abans, amb incursions dels tubus, i es va establir una guarnició francesa a Agadès el 1902. Segurament, fou per això que, el 1903, en fou proclamat soldà Uthman Mikitan ibn Abd al-Qadir. Però la situació no va millorar, l'autoritat del soldà no era respectada perquè els abans servidors eren encoratjats a no servir com a esclaus, i fins i tot el soldà ja no estava còmode amb els francesos, i la guarnició fou retirada el 1905. Això va tenir un efecte negatiu a l'Ahaggar i la guarnició va ser restablerta el 1907 i es va instal·lar un nou soldà, Ibrahim ad-Dusuqi ibn Ahmad ar-Raffa, que va governar un any fins a la proclamació, el 1908, d'Abd ar-Rahman Taghama ibn Muhammad al-Baqiri. El 1908, Agadès tenia uns 1.000 habitants i els testimonis indicaven que la situació no s'havia estabilitzat encara. Quan la situació va millorar, els tuaregs ja no estaven interessats en la presència francesa, però França no tenia intenció de retirar-se'n. A partir del 1909, els tuaregs van començar a veure clarament els francesos com a invasors i van començar accions puntuals i aïllades de lluita. El 22 de juny del 1910, es va constituir el territori militar del Níger i el soldanat hi fou inclòs.
El 1911, es va rebel·lar Firhoun, amenokal d'Ikazkazan, però fou derrotat a Ménaka, i empresonat. En el període del 1911 a 1914, els francesos van confiscar camells per servir en altres llocs i van imposar l'abolició de l'esclavatge. Ag Mohammed Wau Teguidda Kaocen (1880-1919) era l'amenokal (cap) d'Ikazkazan, adherent de la secta sanusiyya, la qual, el mes d'octubre del 1914, havia declarat la djihad contra els francesos a l'oasi de Kufra al Fezzan. Kaocen va començar a preparar la rebel·lió a l'Aïr. Taghama, el soldà d'Agadès, d'acord amb els rebels, va convèncer els francesos que els tuaregs de l'Aïr romanien lleials i així foren sorpresos a Agadès per les forces de Kaocen i del seu germà Mokhtar Kodogo (total, uns mil homes), el 17 de desembre del 1916, i deixaren la guarnició assetjada al fortí; amb fusells capturats als italians a Líbia, van derrotar les columnes franceses enviades a Agadès i es van apoderar de totes les viles de l'Aïr, incloent-hi Ingall, Assodé i Aouderas. L'antic amenokal Firhoum es va escapar dels mateixos francesos durant el 1916 i ara es trobava al nord de Mali. El 3 de març del 1917, una força francesa important va arribar des de Zinder i va rescatar la guarnició, per després recuperar les ciutats ocupades. Les represàlies franceses fores cruels i desproporcionades, especialment contra els marabuts locals, tot i que molts ni eren tuaregs ni havien donat suport a la rebel·lió; hi va haver nombroses execucions sumàries a Agadès i Ingall (unes 130). El soldà Taghama fou deposat i substituït per Ibrahim ad-Dusuqi ibn Ahmad ar-Raffa (que ja havia estat soldà al final del segle xix i del 1907 al 1908). El 13 de maig del 1920, en fou proclamat Umaru Agg-Ibrahim, sense autoritat efectiva (encara als anys seixanta, el va succeir el seu fill Ibrahim ibn Umaru).
Kaocen va fugir cap al nord, al Tibesti, i va seguir fent incursions contra els francesos, fins que fou expulsat cap al Fezzan, on fou capturat a Murzuk per forces locals enemigues dels sanusiyya, i penjat. El seu germà Kodogo va resistir fins al 1920 amb els tubus i els fula al soldanat de Damagaram, fins que va morir en lluita el 1920. El 4 de desembre del 1920, el territori de Níger va deixar de ser militar i el 26 de desembre del 1922 es va crear la colònia.
Sota el domini francès, Agadès fou capital d'un cercle administratiu amb aquest mateix nom; la ciutat tenia uns 4.000 habitants el 1950. El 1960, Níger esdevingué independent, però els tuaregs no van obtenir autonomia política o cultural. Les grans sequeres de finals dels anys setanta i els vuitanta i la fam que van comportar, la mort o disminució dramàtica dels ramats, i la desestructuració de la vida tradicional, van causar, junt amb altres causes més immediates, la revolta armada dels tuaregs iniciada el 1990, que va durar fins a l'acord de pau d'Ouagadougou del 15 d'abril del 1995, acords als quals es van adherir alguns petits grups en els tres anys següents. La revolta es va reprendre el 2007 i encara dura (2008).

## Flora
Tot i que molt fragmentada i especialment concentrada a les vores dels koris (cursos d’aigua temporals), la vegetació de l’Aïr és relativament rica en comparació amb les planes adjacents a causa de la presència de relleu, i una situació que el converteix en una cruïlla biogeogràfica. Està format per unes 350 espècies que són majoritàriament espècies saharianes o sahelo-sudaneses.
A la part més baixa de l’Aïr (entre 500 i 900 m d’altitud), trobem formacions llenyoses dominades per Afagag (Acacia tortilis subsp. Raddiana) molt resistents a l’aridesa. Altres plantes llenyoses són relativament comunes, com Tamat (Acacia ehrenbergiana), Taghart (Maerua crassifolia), Kalumbo (Leptadenia pyrotechnica), Tirza (Calotropis procera), (Salvadora persica) i Aborak (Balanites aegyptiaca). A la capa herbàcia, dominen algunes poàcies, en particular l'Afazo (Panicum turgidum) en què moltes altres espècies aconsegueixen desenvolupar-se, Stipagrostis spp., Aristida spp. i Eragrostis spp.
A la part superior de l’Aïr (> 900 m), la vegetació del desert es barreja gradualment amb espècies sudano-sahelianes menys resistents a la sequera i aïllades de la seva àrea principal de distribució (Acacia laeta, Acacia seyal, Commiphora africana, Ficus spp., Etc.).
Al voltant dels cims, i més particularment al massís de Bagzane, s'ha identificat un petit nombre d’espècies amb afinitat mediterrània. Aquestes espècies constitueixen un important problema de conservació perquè estan aïllades a les altituds més altes. Entre elles hi ha l’olivera silvestre Aleou (Olea europaea subsp. Laperrinei), una varietat d'espígol, Alan’adradr (Lavandula antinae), Rumex vesicarius o Asteraceae Senecio hoggariensis i Senecio flavus. El 2005 es van identificar tres falgueres absents al Níger al voltant del cim del Bagzane: (Actiniopteris radiata, Ophioglossum polyphyllum i Cheilanthes coriacea), fet que demostra que les muntanyes d’Aïr ofereixen refugis notables per a la biodiversitat que afronten l’aridesa del desert i permeten la persistència. d’espècies que van colonitzar aquesta regió durant les fases climàtiques més suaus.

## Llista d'amenokals (soldans)[18][calcitació]
- Muhammad Agg-Abba ibn Muhammad al-Mubarak 1687-1721
- Muhammad al-Amin ibn Muhammad al-Mubarak 1721
- al-Wali ibn Muhammad al-Mubarak 1721
- Muhammad al-Amin ibn Muhammad al-Mubarak 1721 (segona vegada)
- Muhammad al-Mumin 1721
- Uthman ibn Muhammad al-Mumin 1721-1722
- Muhammad Agg-Aïsha ibn Muhammad Agg-Abba 1722-1735
- Muhammad Humad ibn Muhammad al-Mubarak 1735-1739
- Muhammad Guma ibn al-Adil 1739-1744
- Muhammad Humad ibn Muhammad al-Mubarak 1744-1759 (segona vegada)
- Muhammad Guma ibn Uthman 1759-1763
- Muhammad Humad ibn Muhammad al-Mubarak 1763-1768 (tercera vegada)
- Muhammad al-Adil ibn Muhammad Humad 1768-1810
- Muhammad al-Dani 1810-1815
- Muhammad al-Baqiri 1815-1816
- Muhammad Guma Tabdali 1816-1821
- Ibrahim Waffa 1821-1828
- Muhammad Guma Tabdali 1828-1835 (segona vegada)
- Abd al-Kadir ibn Muhammad al-Bakiri 1835-1853
- Ahmad al-Raffa ibn Muhammad Guma 1853- ?
- Muhammad al-Bakiri Sufu
- Ahmad al-Raffa ibn Muhammad Guma (segona vegada)
- Muhammad al-Bakiri Sufu (segona vegada)
- Ibrahim al-Dusuki ibn Ahmad al-Raffa
- Muhammad al-Bakiri Sufu (tercera vegada) ? -1903
- Uthman Mikitan ibn Abd al-Kadir 1903-1907
- Ibrahim al-Dusuki ibn Ahmad al-Raffa 1907-1908
- Abd al-Rahman Taghama ibn Muhammad al-Bakiri 1908-1917
- Ibrahim al-Dusuki ibn Ahmad al-Raffa 1917-1920 (segona vegada)
- Umaru Agg-Ibrahim 1920-196?
- Ibrahim ibn Umaru 196?- ?